# Moraea sisyrinchium
Moraea sisyrinchium (L.) Ker Gawl. è una pianta bulbosa della famiglia delle Iridacee.

## Distribuzione e habitat
Il suo areale si estende dal bacino del Mediterraneo attraverso il MedioaOriente e la penisola arabica sino all'Himalaya occidentale.

## Galleria d'immagini

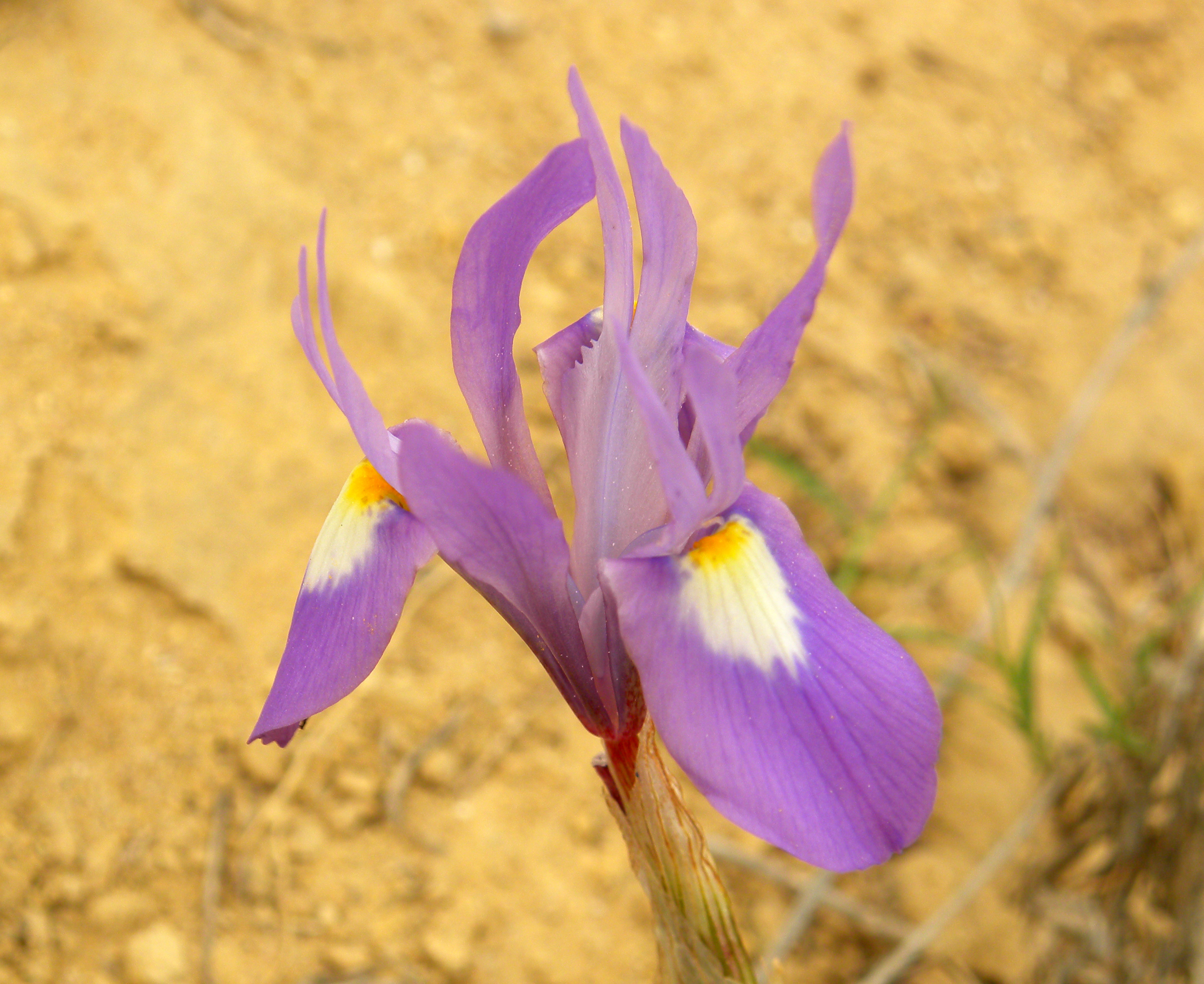
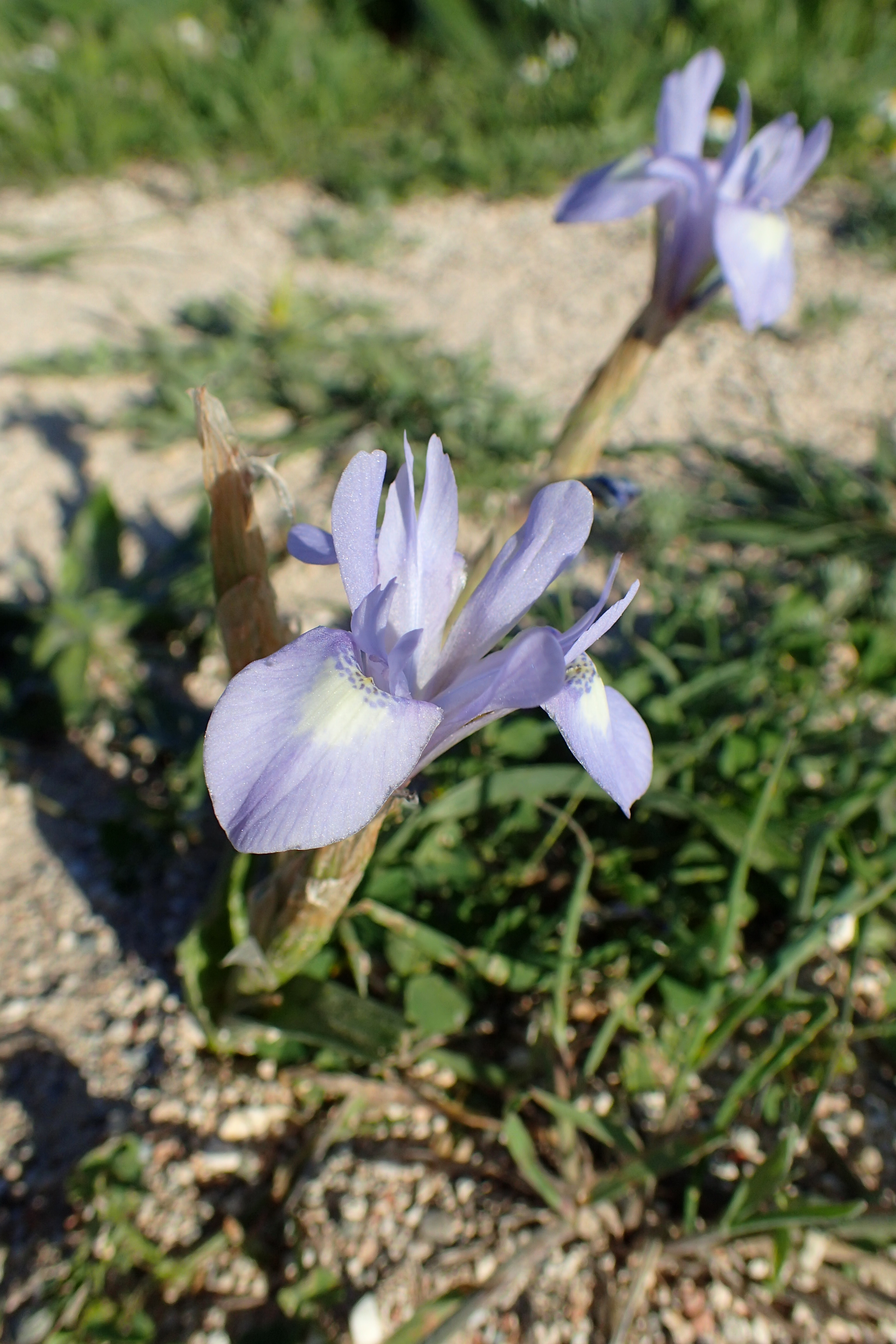
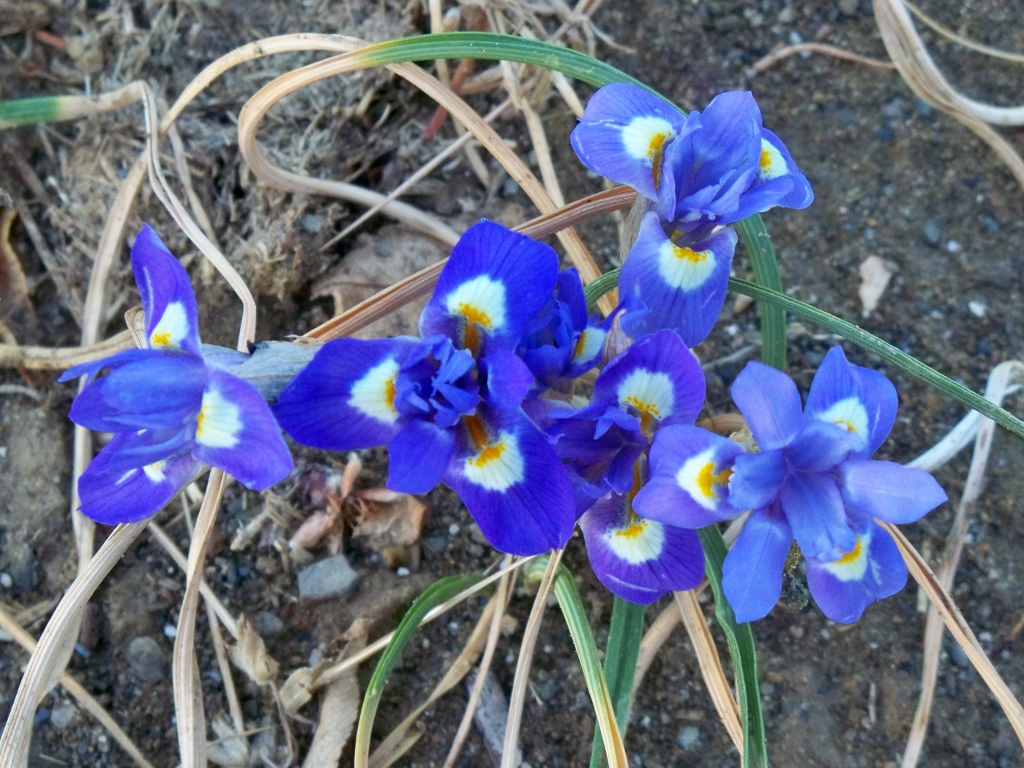